# Eurylaime de Gould
Serilophus lunatus
Espèce
Statut de conservation UICN

 LC  : Préoccupation mineure
L'Eurylaime de Gould (Serilophus lunatus), également appelé eurylaime argenté, est une espèce de passereaux de la famille des Eurylaimidae.

## Description

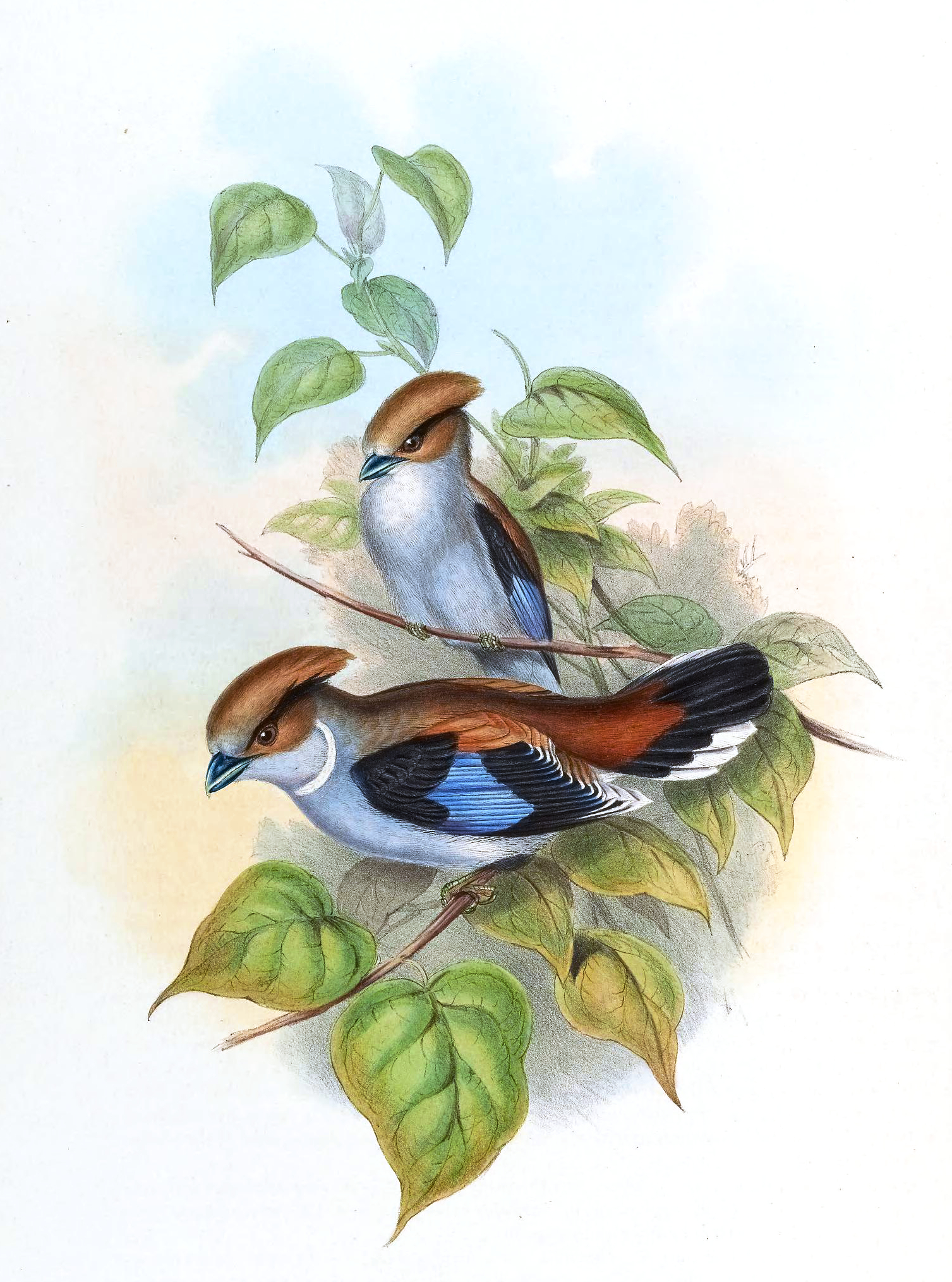

Cet oiseau mesure 16-17 cm et pèse 25-35 g.

## Habitat
L'eurylaime de Gould est une espèce que l'on rencontre dans les forêts tropicales et semi-tropicales des plaines jusqu'à une altitude d'environ 2000 m.
En Chine, il vit entre 300 et 700 m d'altitude ; en Thaïlande, il vit entre 800 et 1800 m d'altitude ; et à Sumatra il vit de 800 à 2000 m d'altitude.
On le trouve dans les forêts d'arbres à feuilles caduques et aussi dans les zones où dominent les pins et les bambous.

## Nutrition
L'eurylaime de Gould est insectivore.
Il mange surtout des sauterelles, de mantes religieuses et d'autres insectes. 
Les larves, les punaises, les escargots terrestres font également partie de son menu.
Il ingurgite toutes sortes de petits insectes, en particulier des coléoptères et plus rarement des lézards.

## Reproduction
La saison des amours se déroule généralement de mars à août.
Il construit un nid en forme de balle qu'il suspend à l'extrémité des branches extérieures d'un petit arbre, à l'extrémité des frondes d'un palmier et sur un bambou à une hauteur qui avoisine 3,5 mètres. Il y pond de 2 à 5 œufs.

## Répartition et sous-espèces
Selon la classification de référence du Congrès ornithologique international (15.1, 2025) :
- S. l. elisabethae La Touche, 1921 — sud du Yunnan et Indochine ;
- S. l. polionotus Rothschild, 1903 — Hainan ;
- S. l. lunatus Gould, 1834 — sud d ela Birmanie et nord-ouest de la Thaïlande ;
- S. l. impavidus Deignan, 1948 — sud du Laos ;
- S. l. stolidus Robinson & Kloss, 1919 — sud-ouest de la Thaïlande et péninsule Malaise ;
- S. l. rothschildi Hartert & Butler, 1898 — montagnes de la péninsule Malaise ;
- S. l. intensus Robinson & Kloss, 1916 — Bukit Barisan.